# Дикороси
Дикороси — український термін, під яким зазвичай розуміють їстівні плоди, горіхи і насіння рослин, лікарські трави, гриби, кленовий і березовий сік тощо, які виросли в природному дикому середовищі, а не культивовані людиною. В Японії є аналогічний термін Сансаї.

## Фотографії

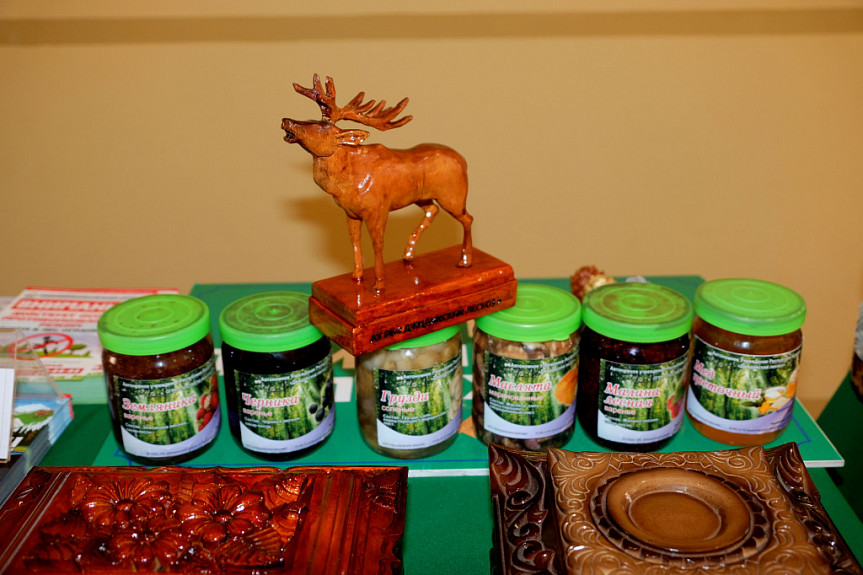
Банки із консервованими дикоросами. Бурятія. Росія
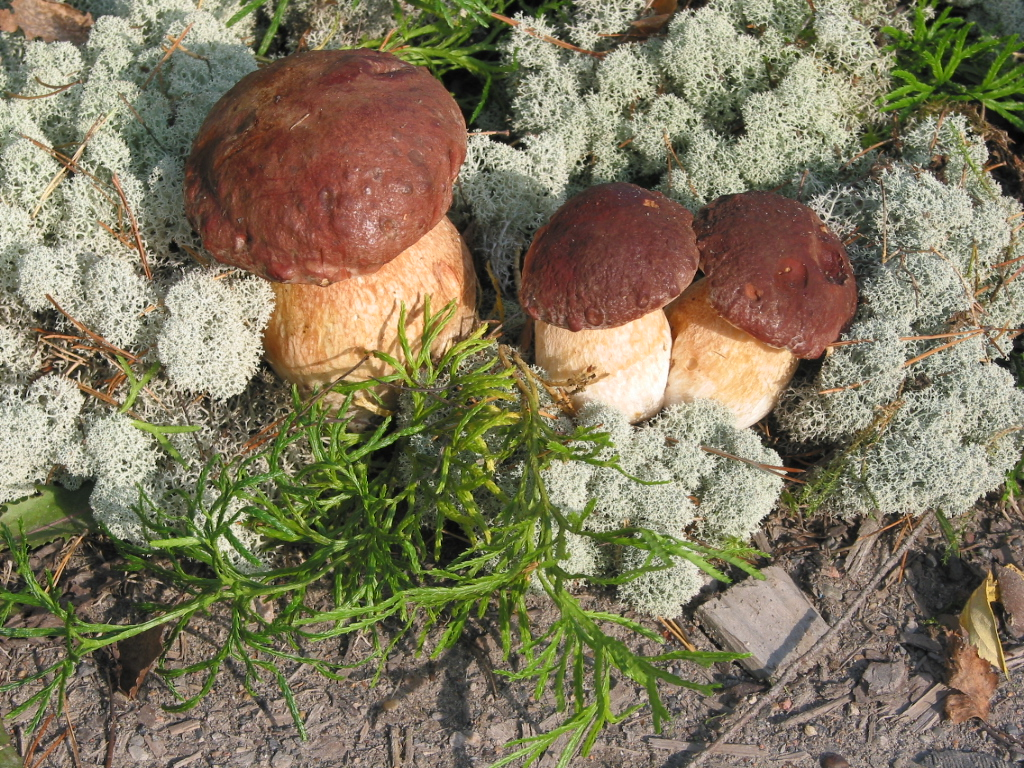
Білі гриби
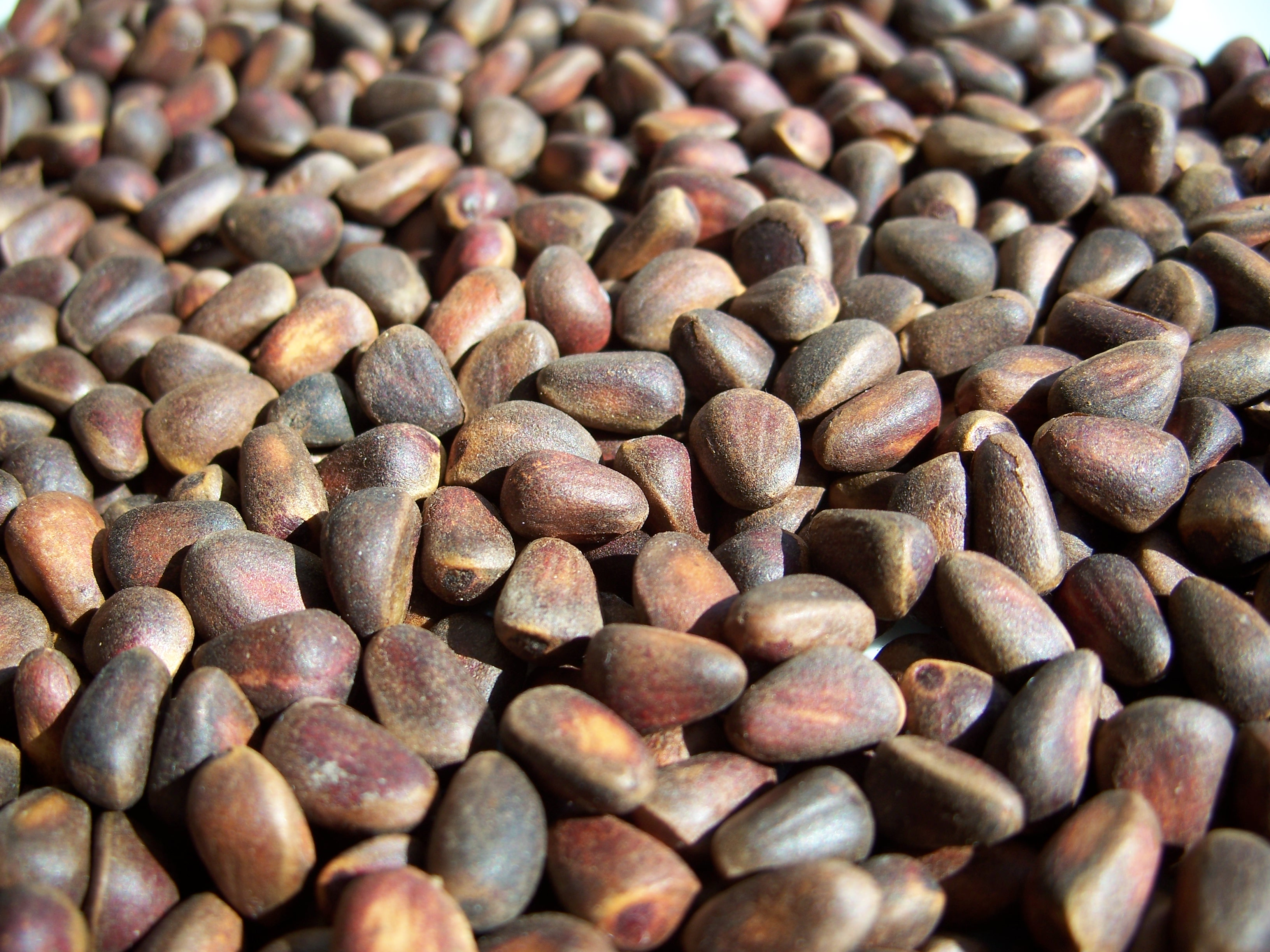
Горіхи сибірського кедру
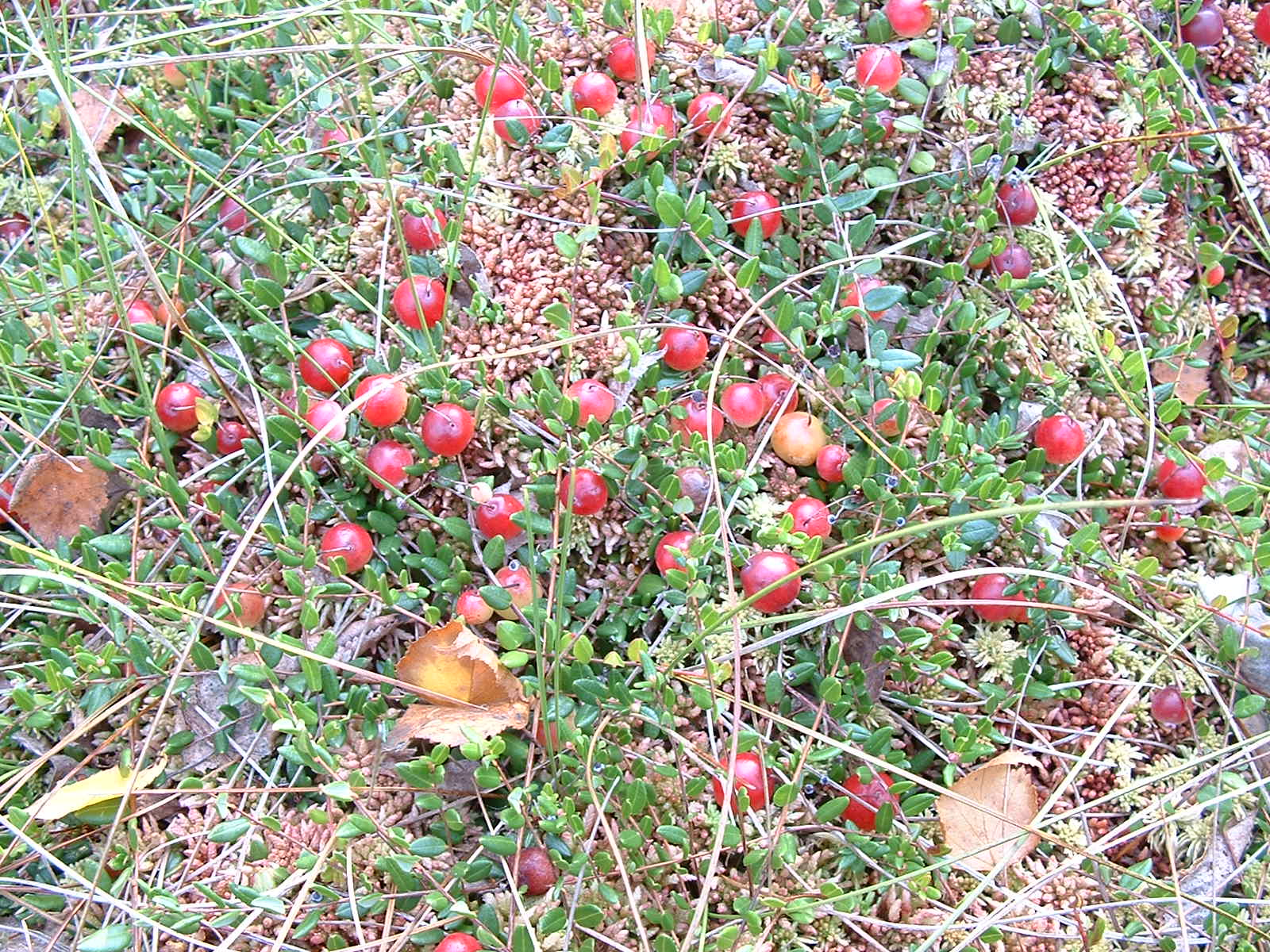
Журавлина
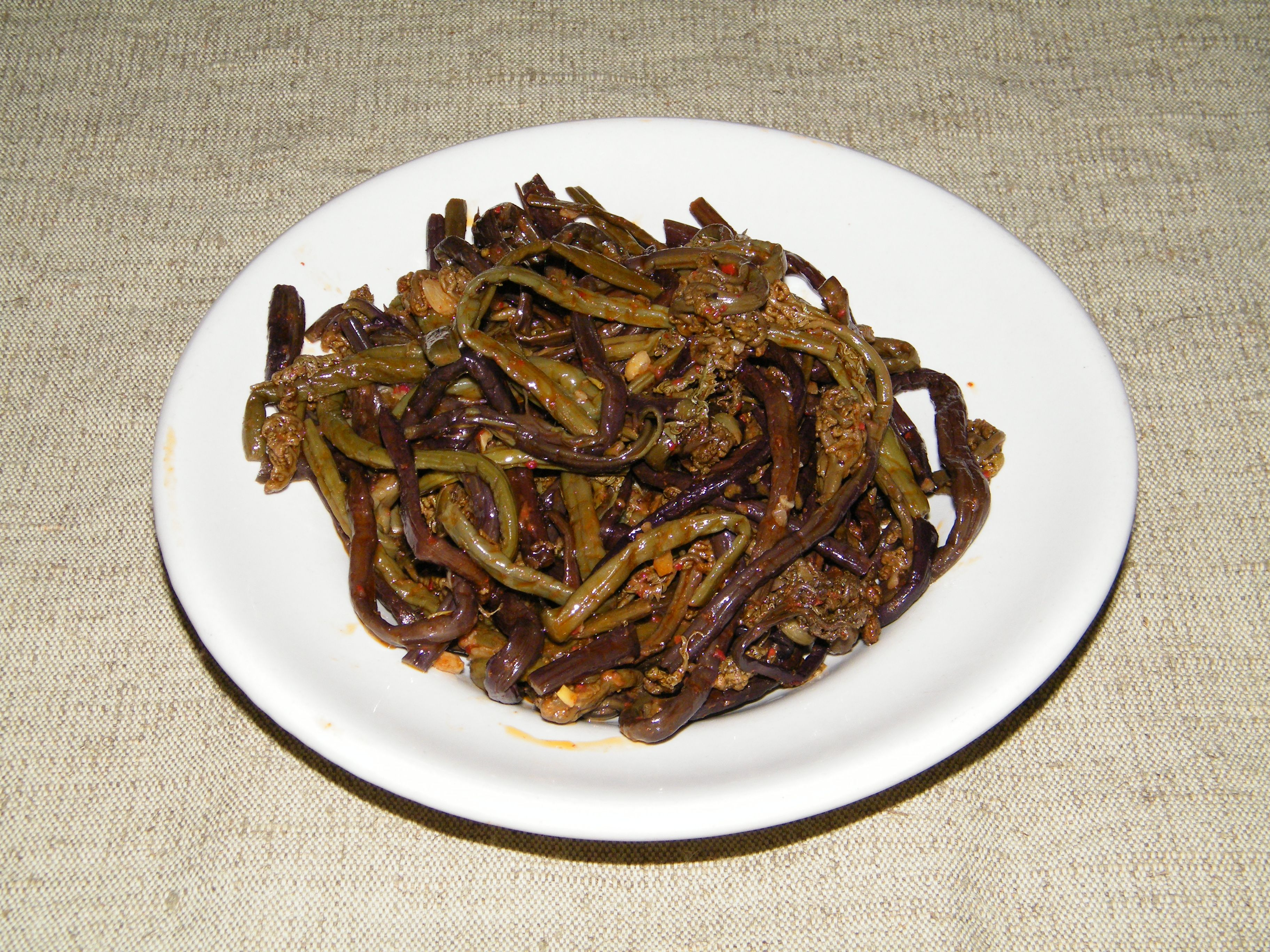
Салат з рахісів папороті орляка
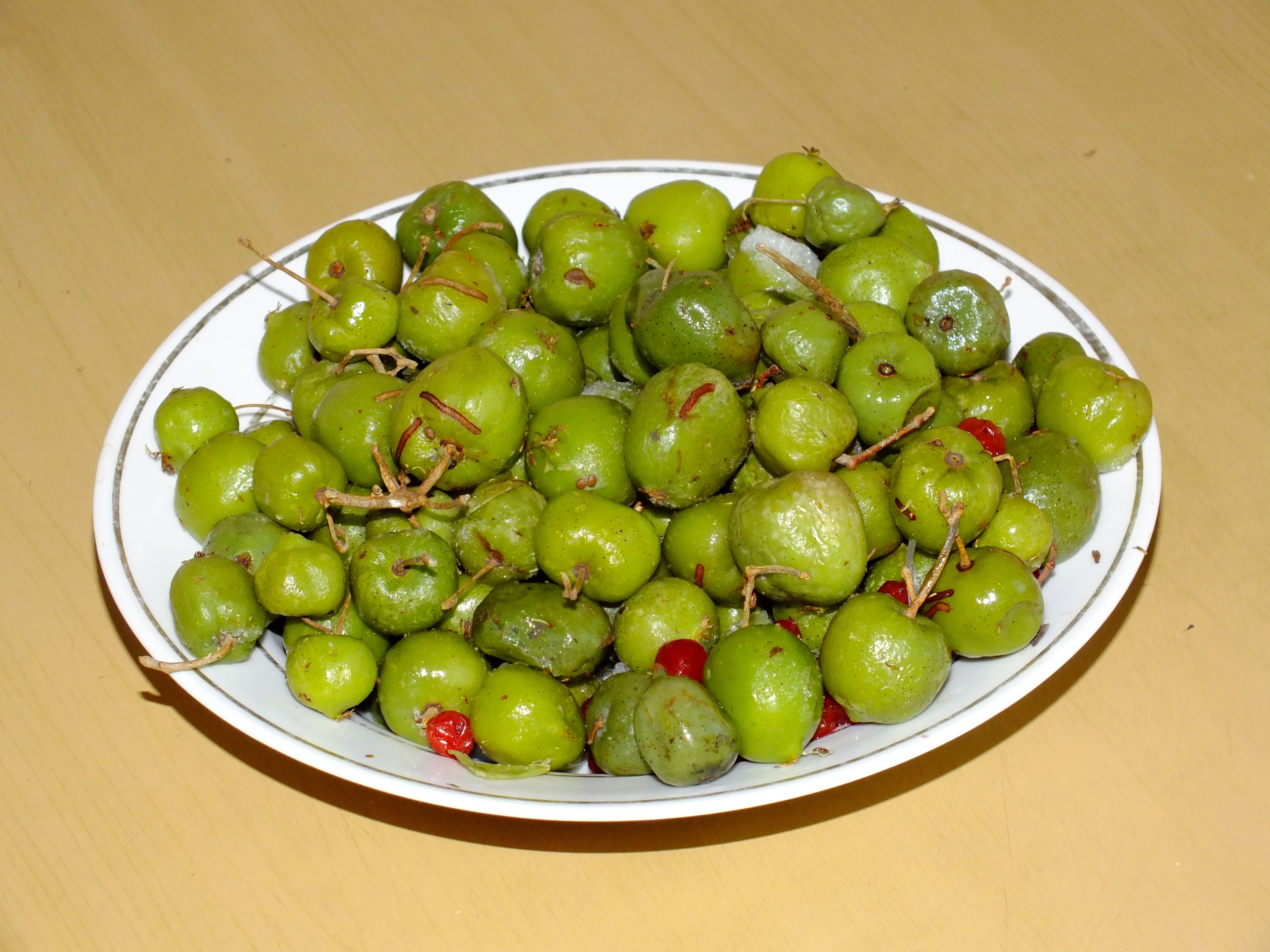
Заморожені плоди  актинідії коломікта, дикоросів Далекого Сходу Росії